# Distretto di Koszalin
Il distretto di Koszalin (in polacco powiat koszaliński) è un distretto polacco appartenente al voivodato della Pomerania Occidentale.

## Geografia antropica

### Suddivisioni amministrative
Il distretto comprende 8 comuni.
- Comuni urbano-rurali: Bobolice, Polanów, Sianów
- Comuni rurali: Będzino, Biesiekierz, Manowo, Mielno, Świeszyno